# Образовање одраслих
Образовање одраслих је било који облик и форма учења омогућен одраслима. Образовање одраслих подразумева разнолике садржаје и методе као што су самостално учење, курсеви преко радија, телевизије и Интернета, дописни курсеви, дебатни и научни кружоци, конференције, семинари, радионице и стална или хонорарна предавања. У сфери социјалних активности, важан су сегмент андрагошког и добровољног социјалног рада.